# Château de Gemeaux
 (avril 2023).
- Si vous ne connaissez pas le sujet, laissez ce bandeau (vous pouvez alors contacter les auteurs).
- Si vous supprimez le contenu mis en cause (vous pouvez préalablement contacter les auteurs),

argumentez précisément cette suppression dans la page de discussion
(un manque de référence n'est pas un argument ; une recherche réelle de référence doit avoir été effectuée, être formellement documentée).
Le château de Gemeaux  est un château  du XVIIe siècle reconstruit sur une base du XIIIe siècle situé à Gemeaux (Côte-dOr) en Bourgogne-Franche-Comté.

## Localisation
Le château est situé sur la RD 105 à la sortie est du village.

## Historique
En janvier 1282 Guillaume de Grancey reçoit en fief du duc de Bourgogne Robert II la ville de Gemeaux avec droit d’y construire une forteresse. En 1433, celle-ci est partiellement démolie lors de la guerre entre Jean IV de Vergy et Guillaume de Châteauvillain, seigneur de Grancey et de Gemeaux. En janvier 1438, elle est occupée par 700 Écorcheurs du bâtard de Bourbon. En 1583, le  château est dans un enclos de murailles quasi ruinées "dedans lequel est l'église paroissiale de Gemeaux et partie du cimetière". Pendant les guerres de Religion, il est gardé par les habitants, les seigneurs ayant droit d'en nommer les officiers. En 1643 les Suédois brûlent environ 25 maisons alentour[réf. souhaitée]. 
Assiégée et ravagée à diverses reprises, la maison forte est totalement ruinée en 1682 quand Jean Mochot,trésorier de France, la rachète au marquis de Vitteaux. Il se fait construire une nouvelle demeure au bas du village que son fils Jacques vend en 1711 à Jean-Claude Loppin, conseiller au Parlement. De 1740 à 1749 Charles-Catherine Loppin, son fils, l'agrandit et l'embellit sur des plans d'Edme Verniquet et en aménage les jardins[réf. souhaitée]. 
À la Révolution le château envahi par les démolisseurs n'est sauvé de la destruction par le propriétaire que grâce au vin de sa cave. Pendant la Grande guerre, il est utilisé du 10 décembre 1914 au 16 février 1917 comme annexe de l'hôpital militaire d'Is-sur-Tille avec 25 lits.

## Architecture
Il ne subsiste de la forteresse médiévale que la tour de la prison. À l'est se trouve le nouveau château couvert d'ardoises et de tuiles vernissées dont les communs sont en briques colorées. La décoration intérieure et extérieure en a été modifiée au XIXe siècle par la famille Loppin qui l’a conservé jusqu'en 1970. En très mauvais état à la fin du XXe siècle, il a été restauré et sauvé depuis.
Le château de Gemeaux est inscrit en totalité aux monuments historiques par arrêté du 4 avril 1989.